# Hugo Erlanger

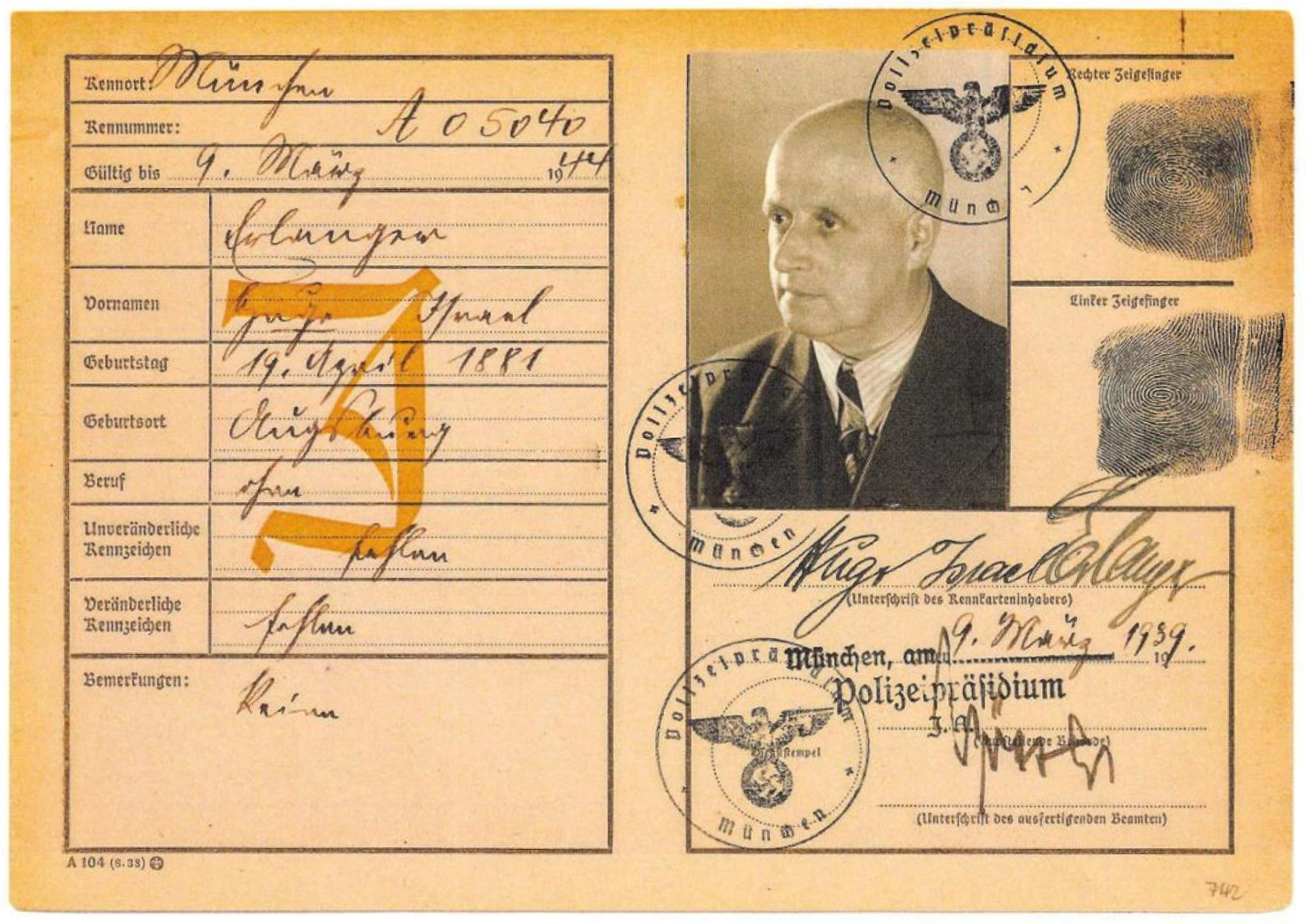
Kennkarte „J“ für Jude und diskreditierender zweiter Zwangs-Vorname „Israel“ für Hugo Erlanger;
am 9. März 1939 ausgestellt vom Polizeipräsidium München

Hugo Erlanger (geboren 16. April 1881 in Augsburg; gestorben 1964) war ein deutscher Provisionsvertreter für Herrenkleidung und Sportartikel.

## Leben
Im Ersten Weltkrieg war Erlanger Kriegsfreiwilliger im 1. Schweren Reiter Regiment. 

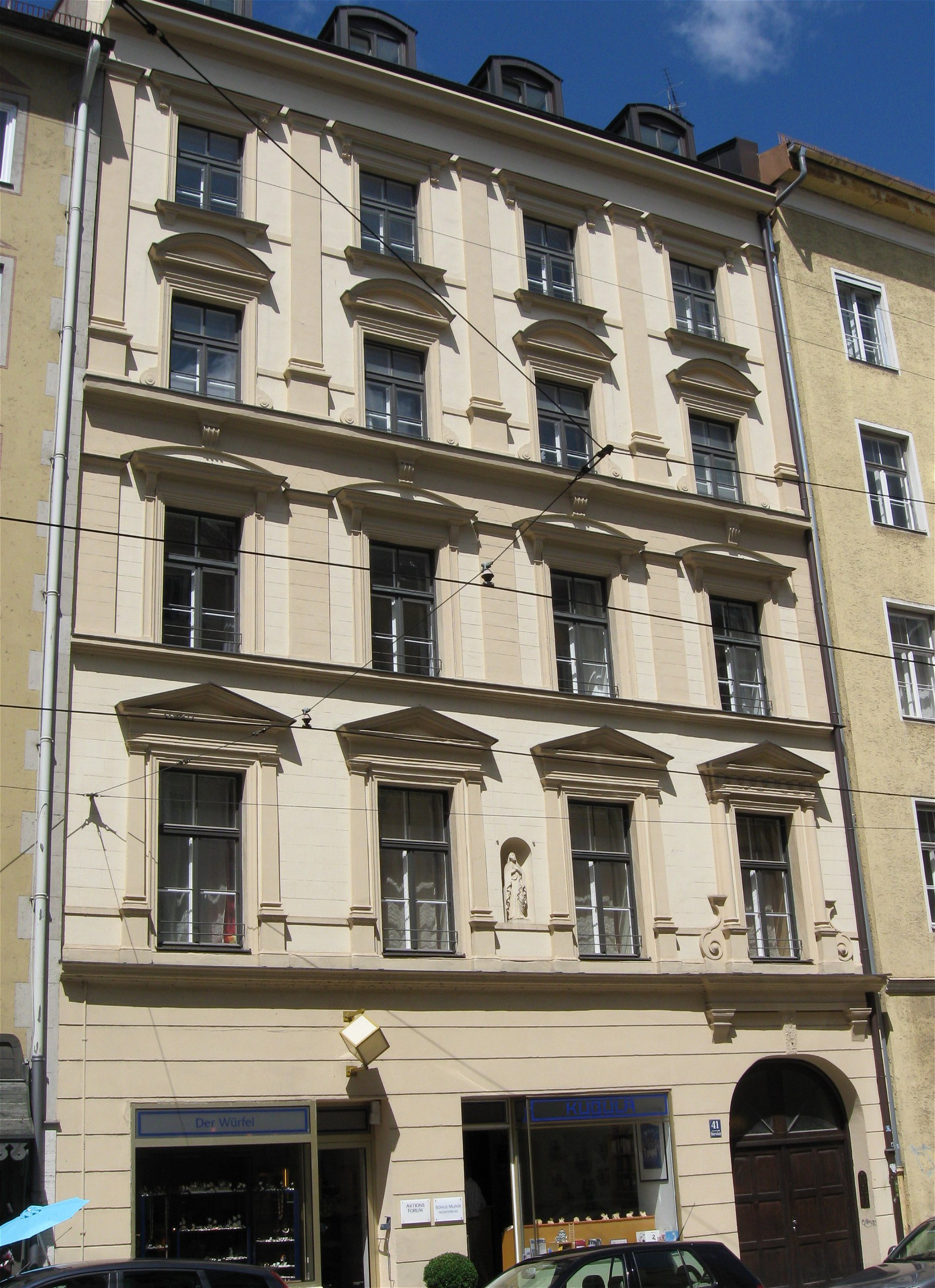
Thierschstraße 41 in München

Als Handelsvertreter für Textilien und Reisebedarf erwarb er Ende Oktober 1921 im Münchener Viertel Lehel das Haus Thierschstraße 41, das 1877/78 von Anna Schweyer, der Witwe eines Kupferschmieds, im Stil der Neorenaissance erbaut worden war. Zu seinen Mietern zählten Familie Maria und Ernst Reichert mit deren Untermieter Adolf Hitler (seit März 1920) und Dietrich Eckart (seit ihn seine Frau vor die Tür gesetzt hatte). Der Untermieter Hitler zog 1929 in eine Wohnung mit gefliestem Bad am Prinzregentenplatz, wohin ihm die Reicherts folgten.
Nachdem Erlanger in der Weltwirtschaftskrise Konkurs machte und der Städtischen Sparkasse die Hypothekenzinsen nicht mehr zahlen konnte, wurde das Haus im September 1934 zwangsversteigert und von der Stadt München erworben. Die Ausfallforderung von 22.714 RM sollte er in Raten von 50 RM begleichen. Seine Mietwohnung, die er im Hause behalten hatte, wurde von der Stadt München bald darauf gekündigt, weil sie in städtischen Häusern keine Juden als Mieter haben wollte. 
Erlanger war nach dem Novemberpogrom 1938 einen Monat lang im KZ Dachau, kam aber als Weltkriegsteilnehmer wieder frei. Danach schützte ihn seine katholische Ehefrau.
Nach dem Krieg weigerte sich die Stadt, ihm das Haus zurückzugeben. Erst 1949 gab sie nach, doch musste Erlanger alle Schulden übernehmen und geriet in eine schwierige Lage. Sie besserte sich erst, als er 1955 eine Pension als Entschädigung für den Verlust seines Geschäfts erhielt. Das Haus Thierschstraße 41 erbten seine zweite Frau und sein Sohn, die es im folgenden Jahr an einen Metzgermeister verkauften.